# Mazomanie
Le village de Mazomanie est situé dans le comté de Dane, dans l’État du Wisconsin, aux États-Unis. Sa population s’élevait à 1 652 habitants lors du recensement de 2010, estimée à 1 699 habitants en 2016.

## Démographie
| Groupe            | Mazomanie | Wisconsin | États-Unis |
| ----------------- | --------- | --------- | ---------- |
| Blancs            | 94,6      | 86,2      | 72,4       |
| Afro-Américains   | 1,7       | 6,3       | 12,6       |
| Autres            | 1,5       | 2,4       | 6,4        |
| Asiatiques        | 1,2       | 2,3       | 4,8        |
| Métis             | 0,9       | 1,8       | 2,9        |
| Amérindiens       | 0,2       | 1,0       | 0,9        |
| Total             | 100       | 100       | 100        |
|                   |           |           |            |
| Latino-Américains | 2,4       | 5,9       | 16,7       |

Selon l'American Community Survey, pour la période 2011-2015, 96,58 % de la population âgée de plus de 5 ans déclare parler anglais à la maison, alors que 2,98 % déclare parler l'espagnol et 0,44 % une autre langue.